# Hypopyra grandaeva
Hypopyra grandaeva är en fjärilsart som beskrevs av Felder 1874. Hypopyra grandaeva ingår i släktet Hypopyra och familjen nattflyn. Inga underarter finns listade i Catalogue of Life.